# Esther Henseleit
Esther Henseleit (* 14. Januar 1999 in Varel) ist eine deutsche Profigolferin. Sie ist mit Stand 13. Mai 2025 mit Platz 20 der Weltrangliste die höchstrangige deutsche sowie die dritthöchstrangige europäische Golfproette nach Celine Boutier und Charley Hull. Ihr Coach, Caddy und Partner ist der britische Golfer Reece Phillips. Bei den Olympischen Spielen 2024 in Paris errang sie die Silbermedaille im Einzel der Frauen, zugleich die erste Medaille im Golf für Deutschland.

## Amateurkarriere
Henseleit wurde im Alter von acht Jahren von ihrer Mutter in den Golfsport eingeführt. Sie spielte als Mädchen im Golfclub am Meer in Bad Zwischenahn; bereits mit neun Jahren hatte sie ein Handicap von 21. Sie wurde im Jahr 2010 Niedersächsische U12-Landesmeisterin sowie in den Jahren 2012 und 2013 Hamburger Jugendmeisterin;; im Jahr 2013 erfolgte der Wechsel zum Hamburger Golf-Club. Im Alter von 13 Jahren wurde Henseleit zudem das erste Mal Deutsche Jugendmeisterin in ihrer Altersklasse.
Seit 2014 ist Henseleit Mitglied der deutschen Nationalmannschaft, mit der sie im Juli jenes Jahres das European Young Masters gewann. Im Jahr 2015 errang sie sowohl den Titel der deutschen Jugendmeisterin ihrer Altersklasse als auch den Titel der deutschen Vizemeisterin; sie gewann 2016 die Bronzemedaille bei der internationalen Amateurmeisterschaft der Damen, und wurde 2017 für den Junior Solheim Cup nominiert. 2018 gewann Esther Henseleit die Deutschen Einzelmeisterschaften sowie mit der Mannschaft des Hamburger Golf-Clubs die Deutschen Mannschaftsmeisterschaften und die European Ladies’ Club Trophy.

## Profikarriere
Henseleit beendete ihre Amateurkarriere im Januar 2019 mit dem in Europa einmaligen Handicap von +7,1; in der weltweiten Amateurrangliste der Damen nahm sie zu diesem Zeitpunkt den zehnten Platz ein. Nach einer Qualifikation als Dritte der Qualifying School (Lalla Aicha Tour School) mit einem Gesamtergebnis von 342 im Jahr 2018 begann sie im 2019 auf die Ladies European Tour zu spielen (exemption category 5c). Sie gewann die Skaftö Open der LET Access Series und die Magical Kenya Ladies Open der LET; zudem errang sie 2019 vier zweite Plätze und insgesamt zehn Top-10-Platzierungen. Im Mai 2019 qualifizierte Henseleit sich außerdem für die U.S. Women’s Open.
Henseleits Sieg bei den Magical Kenya Ladies Open sicherte ihr sowohl den LET Order of Merit als auch die Auszeichnung als Rookie of the Year; sie war damit in der Geschichte der LET nach Laura Davies (1985) und Carlota Ciganda (2012) erst die dritte Spielerin, der dies gelang. Der Order of Merit sicherte ihr das Spielrecht auf der LET für die nächsten sieben Jahre (exemption category 2a); zudem qualifizierte sich Henseleit bereits im November 2019 mit einem 30. Platz in der Qualifying School („Q school“) für die LPGA Tour, auf der sie seit Anfang 2020 spielt.
Henseleit wurde nach dem Abschluss ihres ersten Profijahres auf der LET zudem zu Hamburgs Sportlerin des Jahres 2019 gewählt.
Im unter dem Eindruck der COVID-19-Pandemie stehenden Jahr 2020 begann Henseleit, ihren Fokus von der LET auf die LPGA zu verlagern. Auf der LET erzielte sie drei Platzierungen unter den ersten fünfzehn – ihr höchstes Ergebnis war ein geteilter zehnter Platz im Einzelturnier der Saudi Ladies Team International –, auf der LPGA hingegen gelangen ihr keine Platzierungen unter den ersten 50. Im Jahresranking der LET, der Race to Costa del Sol, nahm sie am Ende der Saison den 31. Platz ein; im Jahresranking der LPGA, der Race to CME Globe, den 153. Platz.
Im Jahr 2021 konzentrierte Henseleit sich auf die LPGA. Sie nahm an insgesamt 22 Turnieren der LPGA und LET teil, darunter drei Majors, und erreichte sechsmal die ersten Zehn; als ihr größter Erfolg darf der ungeteilte (outright) vierte Platz bei den Marathon LPGA Classic gelten. Im Jahresranking der LPGA erreichte sie den 40. Platz, in jenem der LET den 96. Platz.
Im Jahr 2022 verteidigte Henseleit beim Auftaktturnier der Ladies European Tour ihren Titel als Gewinnerin der Magical Kenya Ladies Open. Zudem erreichte sie nach einem geteilten zwölften Platz auf dem Honda LPGA Thailand-Turnier mit Platz 85 den bislang besten Rang ihrer Karriere auf der Weltrangliste. Ihr geteilter dritten Rang auf dem AmazingCre Portland Classic im September des Jahres war ihr bis zu diesem Zeitpunkt bestes Ergebnis auf der LPGA. Im Jahresranking der LPGA sicherte sie sich mit dem 89. Platz die Spielberechtigung auf der LPGA Tour für 2023. Auf der LET belegte sie den 44. Platz.
Henseleit begann das Jahr 2023 im Februar mit mehreren Turnieren auf der Ladies European Tour. Eine erneute Verteidigung ihres Titels als Gewinnerin der Magical Kenya Ladies Open gelang ihr nicht; der Titel ging an Aditi Ashok. Henseleit belegte den geteilten siebzehnten Rang. Ab März spielte Henseleit ausschließlich auf der LPGA, wo es ihr gelang, ihr erzieltes Preisgeld im Vergleich zum Vorjahr fast zu verdreifachen. Ihren größten Erfolg des Jahres stellte der geteilte zweite Platz auf dem ISPS Handa World Invitational im August dar.
2024 erzielte Henseleit beim Aramco Saudi Ladies International einen ungeteilten zweiten Platz, ließ unter anderem die zu diesem Zeitpunkt Weltranglistenachte Charley Hull hinter sich und errang damit ein Preisgeld von mehr als 400.000 Euro. In der Weltrangliste stieg sie um 32 Ränge auf Rang 76 auf, ließ ihre Landesgenossin Olivia Cowan hinter sich und positionierte sich als die zu diesem Zeitpunkt erfolgreichste deutsche Spielerin. An den Magical Kenya Ladies Open, die sie 2019 und 2022 gewonnen hatte, nahm Henseleit nicht teil. Bei den Turnieren der LPGA platzierte sie sich mehrere Male unter den ersten zehn. Ihr größter Erfolg hier war der ungeteilte zweite Platz auf den ISPS Handa Women's Scottish Open.
Henseleit nahm im August an den Olympischen Spielen in Paris teil, wo sie nach Runden von 72, 73, 69 und 66 Schlägen die Silbermedaille gewann und hierfür am 4. November 2024 vom Bundespräsidenten Frank-Walter Steinmeier mit dem Silbernen Lorbeerblatt ausgezeichnet wurde. Sie qualifizierte sich weiterhin – als zweite im Punkteranking der LET nach Charley Hull – für das europäische Team im Solheim Cup, der jedoch vom Team USA gewonnen wurde.
Henseleit beschloss das Jahr 2024 mit einem geteilten 42. Rang beim CME Group Tour Championship. Ihre erzielten Preisgelder auf der LPGA (inkl. kosanktionierter Turniere) betrug erstmalig über eine Million US-Dollar; hinzu kamen Preisgelder in Höhe von mehr als 400.000 Euro auf der LET (exkl. kosanktionierter Turniere).

## Turniere
| Turnier                                                  | Tour      | Datum                             | Platzierung |
| 2019                                                     | 2019      | 2019                              | 2019 |
| -------------------------------------------------------- | --------- | --------------------------------- | --- |
| Australian Ladies Classic Bonville                       | LET/ALPG  | 24. Februar 2019                  | 9T |
| ActewAGL Canberra Classic                                | LET/ALPG  | 3. März 2019                      | 8T |
| Worrells New South Wales Women's Open                    | LET/ALPG  | 10. März 2019                     | 26T |
| Investec South African Women's Open                      | LET       | 16. März 2019                     | 3T |
| Lalla Meryem Cup                                         | LET       | 28. April 2019                    | 4T |
| Omega Dubai Moonlight Classic                            | LET       | 3. Mai 2019                       | 2T |
| La Reserva de Sotogrande Invitational                    | LET       | 19. Mai 2019                      | 2 |
| Jabra Ladies Open                                        | LET/LETAS | 23. Mai 2019                      | 12T |
| U.S. Women's Open (Major)                                | LPGA      | 2. Juni 2019                      | 30T |
| Skaftö Open                                              | LETAS     | 15. Juni 2019                     | 1 |
| Ladies European Thailand Championship                    | LET       | 23. Juni 2019                     | 2 |
| The Evian Championship (Major)                           | LET/LPGA  | 28. Juli 2019                     | CUT (77T) |
| AIG Women's British Open (Major)                         | LET/LPGA  | 4. August 2019                    | CUT (140T) |
| Aberdeen Standard Investments (ASI) Ladies Scottish Open | LET/LPGA  | 11. August 2019                   | CUT (72T) |
| Tipsport Czech Ladies Open                               | LET/LETAS | 23. August 2019                   | 20T |
| Lacoste Ladies Open de France                            | LET       | 22. September 2019                | 12T |
| Estrella Damm Mediterranean Ladies Open                  | LET       | 29. September 2019                | 2 |
| Andalucía Costa del Sol Open de España Femenino          | LET       | 1. Dezember 2019                  | 32T |
| Magical Kenya Ladies Open                                | LET       | 8. Dezember 2019                  | 1 |
| 2020                                                     |           |                                   | |
| ISPS Handa Vic Open                                      | ALPG/LPGA | 9. Februar 2020                   | CUT1 (77T) |
| ISPS Handa Women's Australian Open                       | ALPG/LPGA | 16. Februar 2020                  | 70T |
| Australian Ladies Classic Bonville                       | ALPG/LET  | 20. Februar 2020                  | 11T |
| Women's NSW Open                                         | ALPG/LET  | 27. Februar 2020                  | 12T |
| LPGA Drive On Championship                               | LPGA      | 31. Juli 2020                     | WD |
| Marathon LPGA Classic                                    | LPGA      | 6. August 2020                    | WD |
| ASI Ladies Scottish Open                                 | LET       | 13. August 2020                   | CUT (119T) |
| AIG Women's Open (Major)                                 | LET/LPGA  | 20. August 2020                   | CUT (91T) |
| Walmart NW Arkansas Championship Presented by P&G        | LPGA      | 30. August 2020                   | 71T |
| ANA Inspiration (Major)                                  | LPGA      | 13. September 2020                | 51T |
| Lacoste Ladies Open de France                            | LET       | 17. September 2020                | WD |
| Cambia Portland Classic                                  | LPGA      | 20. September 2020                | CUT (112T) |
| ShopRite LPGA Classic                                    | LPGA      | 1. Oktober 2020                   | WD |
| KPMG Women's PGA Championship (Major)                    | LPGA      | 8. Oktober 2020                   | CUT (93T) |
| Drive On Reynolds Lake Oconee                            | LPGA      | 22. Oktober 2020                  | WD |
| Omega Dubai Moonlight Classic                            | LET       | 4. November 2020                  | 35T |
| The Saudi Ladies International                           | LET       | 12. November 2020                 | 16T |
| The Saudi Ladies Team International (Individual)         | LET       | 17. November 2020                 | 10T |
| Pelican Women's Championship                             | LPGA      | 19. November 2020                 | WD |
| Andalucia Open de España                                 | LET       | 26. November 2020                 | 19T |
| Volunteers of America Classic                            | LPGA      | 3. Dezember 2020                  | WD |
| U.S. Women's Open (Major)                                | LPGA      | 10. Dezember 2020                 | CUT (113T) |
| 2021                                                     |           |                                   | |
| LPGA Drive On Championship at Golden Ocala               | LPGA      | 4. bis 7. März 2021               | CUT (98T) |
| Carlisle Arizona Women's Golf                            | Symetra   | 18. bis 21. März 2021             | 5 |
| IOA Championship                                         | Symetra   | 26. bis 28. März 2021             | 34T |
| LOTTE Championship                                       | LPGA      | 14. bis 17. April 2021            | 12T |
| Copper Rock Championship                                 | LPGA      | 22. bis 25. April 2021            | WD |
| HSBC Women's World Championship                          | LPGA      | 29. April bis 2. Mai 2021         | WD |
| Garden City Charity Classic                              | LPGA      | 30. April bis 3. Mai 2021         | WD |
| Honda LPGA Thailand                                      | LPGA      | 6. bis 9. Mai 2021                | WD |
| Pure Silk Championship presented by Visit Williamsburg   | LPGA      | 20. bis 23. Mai 2021              | CUT (121T) |
| Jabra Ladies Open                                        | LET       | 3. bis 6. Juni 2021               | WD |
| Scandinavian Mixed                                       | LET       | 10. bis 13. Juni 2021             | WD |
| LPGA Mediheal Championship                               | LPGA      | 10. bis 13. Juni 2021             | 26T |
| Meijer LPGA Classic for Simply Give                      | LPGA      | 17. bis 20. Juni 2021             | 57T |
| KPMG Women's PGA Championship (Major)                    | LPGA      | 24. bis 27. Juni 2021             | 15T |
| Volunteers of America Classic                            | LPGA      | 1. bis 4. Juli 2021               | 4T |
| Marathon LPGA presented by Dana                          | LPGA      | 8. bis 10. Juli 2021              | 4 |
| Dow GL Bay Invitational                                  | LPGA      | 14. bis 17. Juli 2021             | WD |
| The Amundi Evian Championship (Major)                    | LET/LPGA  | 22. bis 25. Juli 2021             | 60T |
| ISPS Handa World Invitational                            | LET/LPGA  | 29. Juli bis 1. August 2021       | 34T |
| Trust Golf Women's Scottish Open                         | LET/LPGA  | 12. bis 15. August 2021           | 7T |
| AIG Women's Open (Major)                                 | LET/LPGA  | 19. bis 22. August 2021           | CUT (93T) |
| Cambia Portland Classic                                  | LPGA      | 16. bis 19. September 2021        | 5T |
| Walmart NW Ark Championship                              | LPGA      | 24. bis 26. September 2021        | 25T |
| ShopRite LPGA Classic                                    | LPGA      | 1. bis 3. Oktober 2021            | CUT (96T) |
| Cognizant Founders Cup                                   | LPGA      | 7. bis 10. Oktober 2021           | CUT (86T) |
| BMW Ladies Championship                                  | LPGA      | 21. bis 24. Oktober 2021          | 30T |
| Dubai Moonlight Classic by EGA                           | LET       | 27. bis 29. Oktober 2021          | 3 |
| Pelican Women's Championship                             | LPGA      | 11. bis 14. November 2021         | 47T |
| CME Group Tour Championship                              | LPGA      | 18. bis 21. November 2021         | 40T |
| Andalucía Open de España                                 | LET       | 25. bis 28. November 2021         | WD |
| 2022                                                     |           |                                   | |
| Gainbridge LPGA at Boca Rio                              | LPGA      | 27. bis 30. Januar 2022           | CUT (75T) |
| LPGA Drive On Championship                               | LPGA      | 3. bis 5. Februar 2022            | CUT (115T) |
| Magical Kenya Ladies Open                                | LET       | 10. bis 13. Februar 2022          | 1 |
| HSBC Women's World Championship                          | LPGA      | 3. bis 6. März 2022               | 49 |
| Honda LPGA Thailand                                      | LPGA      | 10. bis 13. März 2022             | 12T |
| JTBC Classic presented by Barbasol                       | LPGA      | 24. bis 27. März 2022             | CUT (103T) |
| The Chevron Championship (Major)                         | LPGA      | 31. März bis 3. April 2022        | CUT (104T) |
| LOTTE Championship                                       | LPGA      | 13. bis 16. April 2022            | 26T |
| DIO Implant LA Open                                      | LPGA      | 21. bis 24. April 2022            | CUT (125T) |
| Palos Verdes Championship                                | LPGA      | 28. April bis 1. Mai 2022         | CUT (101T) |
| Cognizant Founders Cup                                   | LPGA      | 12. bis 15. Mai 2022              | CUT (127T) |
| Bank of Hope LPGA Match Play                             | LPGA      | 25. bis 28. Mai 2022              | 60T (0-0-3 nach Round Robin)                                                                                     |
| Meijer LPGA Classic                                      | LPGA      | 16. bis 19. Juni 2022             | CUT (122T) |
| KPMG Women's PGA Championship (Major)                    | LPGA      | 23. bis 26. Juni 2022             | CUT (111T) |
| Amundi German Masters                                    | LET       | 30. Juni bis 3. Juli 2022         | 8T |
| The Amundi Evian Championship (Major)                    | LET/LPGA  | 21. bis 24. Juli 2022             | 27T |
| Trust Golf Women's Scottish Open                         | LET/LPGA  | 28. bis 31. Juli 2022             | 41T |
| AIG Women's Open (Major)                                 | LET/LPGA  | 4. bis 7. August 2022             | 54T |
| CP Women's Open                                          | LPGA      | 25. bis 28. August 2022           | 49T |
| Dana Open                                                | LPGA      | 1. bis 4. September 2022          | CUT (76T) |
| AmazingCre Portland Classic                              | LPGA      | 15. bis 18. September 2022        | 3T |
| Walmart NW Ark Championship                              | LPGA      | 23. bis 25. September 2022        | CUT (71T) |
| The Ascendant LPGA Benefitting Volunteers of America     | LPGA      | 29. September bis 2. Oktober 2022 | CUT (98T) |
| LPGA MEDIHEAL Championship                               | LPGA      | 6. bis 9. Oktober 2022            | CUT (83T) |
| BMW Ladies Championship                                  | LPGA      | 20. bis 23. Oktober 2022          | 65 |
| TOTO Japan Classic                                       | LPGA      | 3. bis 6. November 2022           | 58T |
| Pelican Women's Championship                             | LPGA      | 10. bis 13. November 2022         | 55T |
| Andalucia Open de Espana                                 | LET       | 24. bis 27. November 2022         | 33T |
| 2023                                                     |           |                                   | |
| Magical Kenya Ladies Open                                | LET       | 2. bis 5. Februar 2023            | 17T |
| Lalla Meryem Cup                                         | LET       | 9. bis 11. Februar 2023           | 11T |
| Aramco Saudi Ladies International                        | LET       | 16. bis 19. Februar 2023          | 32T |
| Blue Bay LPGA                                            | LPGA      | 9. bis 12. März 2023              | WD |
| LPGA Drive On Championship at Superstition Mountain      | LPGA      | 23. bis 26. März 2023             | CUT (114T) |
| DIO Implant LA Open                                      | LPGA      | 30. März bis 2. April 2023        | 38T |
| LOTTE Championship                                       | LPGA      | 12. bis 15. April 2023            | 13T |
| The Chevron Championship (Major)                         | LPGA      | 20. bis 23. April 2023            | CUT (115T) |
| JM Eagle LA Championship                                 | LPGA      | 27. bis 30. April 2023            | CUT (68T) |
| Cognizant Founders Cup                                   | LPGA      | 11. bis 14. Mai 2023              | CUT (98T) |
| Bank of Hope LPGA Match Play                             | LPGA      | 24. bis 28. Mai 2023              | 27T |
| Mizuho Americas Open                                     | LPGA      | 1. bis 4. Juni 2023               | 17T |
| ShopRite LPGA Classic                                    | LPGA      | 9. bis 12. Juni 2023              | CUT (74T) |
| Meijer LPGA Classic                                      | LPGA      | 15. bis 18. Juni 2023             | 44T |
| KPMG Women's PGA Championship (Major)                    | LPGA      | 22. bis 25. Juni 2023             | 30T |
| Dana Open                                                | LPGA      | 13. bis 16. Juli 2023             | 16T |
| The Amundi Evian Championship (Major)                    | LPGA/LET  | 27. bis 30. Juli 2023             | 14T |
| FREED GROUP Women's Scottish Open                        | LET/LPGA  | 3. bis 6. August 2023             | 20T |
| AIG Women's Open (Major)                                 | LET/LPGA  | 10. bis 13. August 2023           | CUT (89T) |
| ISPS HANDA World Invitational                            | LET/LPGA  | 17. bis 20. August 2023           | 2T |
| Portland Classic                                         | LPGA      | 31. August bis 3. September 2023  | CUT (100T) |
| Kroger Queen City Championship                           | LPGA      | 7. bis 10. September 2023         | 19T |
| Walmart NW Ark Championship                              | LPGA      | 29. September bis 2. Oktober 2023 | WD |
| The Ascendant LPGA                                       | LPGA      | 5. bis 8. Oktober 2023            | WD |
| Buick LPGA Championship                                  | LPGA      | 12. bis 15. Oktober 2023          | 3T |
| BMW Ladies Championship                                  | LPGA      | 19. bis 22. Oktober 2023          | 68T |
| Maybank Championship                                     | LPGA      | 26. bis 29. Oktober 2023          | 52T |
| TOTO Japan Classic                                       | LPGA      | 2. bis 5. November 2023           | 61T |
| ANNIKA driven by Gainbridge                              | LPGA      | 9. bis 12. November 2023          | WD |
| CME Group Tour Championship                              | LPGA      | 16. bis 19. November 2023         | 40T |
| 2024                                                     |           |                                   | |
| LPGA Drive On Championship                               | LPGA      | 25. bis 28. Januar 2024           | 65 |
| Aramco Saudi Ladies International Presented by PIF       | LET       | 15. bis 18. Februar 2024          | 2 |
| Honda LPGA Thailand                                      | LPGA      | 22. bis 25. Februar 2024          | 49T |
| HSBC Women's World Champ                                 | LPGA      | 29. Februar bis 3. März 2024      | 29T |
| Blue Bay LPGA                                            | LPGA      | 7. bis 10. März 2024              | 30 |
| Ford Championship                                        | LPGA      | 28. bis 31. März 2024             | CUT (94T) |
| T-Mobile Match Play                                      | LPGA      | 3. bis 6. April 2024              | DNQ (62T) |
| The Chevron Championship                                 | LPGA      | 18. bis 21. April 2024            | 7 |
| JM Eagle LA Championship                                 | LPGA      | 25. bis 28. April 2024            | 8T |
| Cognizant Founders Cup                                   | LPGA      | 9. bis 12. Mai 2024               | 25T |
| Mizuho Americas Open                                     | LPGA      | 16. bis 19. Mai 2024              | CUT (82T) |
| U.S. Women's Open                                        | LPGA      | 30. Mai bis 2. Juni 2024          | CUT (98T) |
| ShopRite LPGA Classic                                    | LPGA      | 6. bis 9. Juni 2024               | WD |
| Meijer LPGA Classic                                      | LPGA      | 13. bis 16. Juni 2024             | CUT (82T) |
| KPMG Women's PGA Championship                            | LPGA      | 20. bis 23. Juni 2024             | 14T |
| Dow Championship                                         | LPGA      | 27. bis 30. Juni 2024             | CUT (36T) |
| The Amundi Evian Championship                            | LPGA      | 11. bis 14. Juli 2024             | 7T |
| Dana Open                                                | LPGA      | 18. bis 21. Juli 2024             | 47T |
| CPKC Women's Open                                        | LPGA      | 25. bis 28. Juli 2024             | WD |
| Portland Classic                                         | LPGA      | 1. bis 4. August 2024             | WD |
| Olympische Sommerspiele                                  | IGF       | 7. bis 10. August 2024            | 2 |
| ISPS Handa Women's Scottish Open                         | LPGA/LET  | 15. bis 18. August 2024           | 2 |
| AIG Women's Open                                         | LPGA      | 22. bis 25. August 2024           | 37T |
| FM Global Championship                                   | LPGA      | 29. August bis 1. September 2024  | WD |
| The Solheim Cup                                          | LET/LPGA  | 13. bis 15. September 2024        | Henseleit/Hull vs. Korda/Corpuz: lost 3&2 Henseleit/Hull vs. Ewing/Kupcho: won 1UP Henseleit vs. Andrea Lee: A/S |
| Kroger Queen City Championship                           | LPGA      | 19. bis 22. September 2024        | 27T |
| Walmart NW Ark Championship                              | LPGA      | 27. bis 30. September 2024        | WD |
| Buick LPGA Shanghai                                      | LPGA      | 10. bis 13. Oktober 2024          | 41T |
| BMW Ladies Championship                                  | LPGA      | 17. bis 20. Oktober 2024          | 27T |
| Maybank Championship                                     | LPGA      | 24. bis 27. Oktober 2024          | 39T |
| TOTO Japan Classic                                       | LPGA      | 31. Oktober bis 3. November 2024  | WD |
| LOTTE Championship                                       | LPGA      | 6. bis 9. November 2024           | WD |
| ANNIKA driven by Gainbridge                              | LPGA      | 14. bis 17. November 2024         | 25T |
| CME Group Tour Championship                              | LPGA      | 21. bis 24. November 2024         | 42T |
| 2025                                                     |           |                                   | |
| PIF Saudi Ladies International                           | LET       | 13. bis 16. Februar 2025          | 27T |
| Team - PIF Saudi Ladies International                    | LET       | 13. bis 16. Februar 2025          | 3T |
| Honda LPGA Thailand                                      | LPGA      | 20. bis 23. Februar 2025          | 33T |
| HSBC WWC                                                 | LPGA      | 27. Februar bis 2. März 2025      | 52T |
| Blue Bay LPGA                                            | LPGA      | 6. bis 9. März 2025               | CUT (75T) |
| Ford Championship                                        | LPGA      | 27. bis 30. März 2025             | 44T |
| T-Mobile Match Play                                      | LPGA      | 2. bis 6. April 2025              | 17T |
| JM Eagle LA Championship                                 | LPGA      | 17. bis 20. April 2025            | 3T |
| The Chevron Championship                                 | LPGA      | 24. bis 27. April 2025            | 18T |
| Black Desert Championship                                | LPGA      | 1. bis 4. Mai 2025                | 2T |
| Mizuho Americas Open                                     | LPGA      | 8. bis 11. Mai 2025               | 29T |
| U.S. Women's Open                                        | LPGA      | 29. Mai bis 1. Juni 2025          | 22T |
| Meijer LPGA Classic                                      | LPGA      | 12. bis 15. Juni 2025             | WD |
| KPMG Women's PGA Championship                            | LPGA      | 19. bis 22. Juni 2025             | 12T |
| Amundi German Masters                                    | LET       | 26. bis 29. Juni 2025             | 10T |
| The Amundi Evian Championship                            | LPGA      | 10. bis 13. Juli 2025             | 49T |
| ISPS Handa Women's Scottish Open                         | LPGA      | 24. bis 27. Juli 2025             | 16T |
| AIG Women's Open                                         | LET       | 31. Juli bis 3. August 2025       | 23T |

Erläuterungen:
- 1UP = Gewonnen mit einem Loch Vorsprung, nachdem alle Löcher gespielt wurden (in Lochspielturnieren)
- 3&2 etc. = Gewonnen mit drei Löchern Vorsprung, nachdem noch zwei Löcher zu spielen gewesen wären, die nicht mehr gespielt wurden (in Lochspielturnieren)
- A/S = Gleichstand (engl. all square, in Lochspielturnieren)
- DNQ = nicht qualifiziert (in Lochspielturnieren; engl. did not qualify)
- DNA = ausgeschieden (in Lochspielturnieren; engl. did not advance)
- DNP = nicht teilgenommen (engl. did not play)
- WD = Teilnahme zurückgezogen bzw. aufgegeben (engl. withdrawn)
- DQ = disqualifiziert (engl. disqualified)
- CUT = Cut nicht geschafft
- CUT1 = Ersten Cut nicht geschafft (für Turniere mit zwei Cuts)
- CUT2 = Zweiten Cut nicht geschafft (für Turniere mit zwei Cuts)
- „T“ geteilte Platzierung (engl. tie)
- Grüner Hintergrund für Siege
- Gelber Hintergrund für Top 10

Touren:
- ALPG = Australian Ladies Professional Golf (Australien)
- IGF = International Golf Federation
- LET = Ladies European Tour (Europa)
- LETAS = LET Access Series (zur LET gehörende „zweite“, nachrangige Tour)
- LPGA = Ladies Professional Golf Association (Nordamerika)
- Epson = Epson Tour (zur LPGA gehörende „zweite“, nachrangige Tour)
- Symetra = Symetra Tour (Name der Epson Tour vor 2023)

## Ranglistenplatzierungen
| Jahr | Weltrangliste                    | Rang                                       | Rang               | Tour-Ranglisten       | Tour-Ranglisten | Tour-Ranglisten | Tour-Ranglisten | Tour-Ranglisten   | Tour-Ranglisten | Tour-Ranglisten | Tour-Ranglisten |
| Jahr | Weltrangliste                    | Jahresende                                 | Unterjährig bester | LET                   | LET             | LET             | LET             | LPGA              | LPGA            | LPGA            | LPGA            |
| Jahr | Weltrangliste                    | Jahresende                                 | Unterjährig bester | Ranking               | Rang            | Ranking         | Rang            | Ranking           | Rang            | Ranking         | Rang            |
| ---- | -------------------------------- | ------------------------------------------ | ------------------ | --------------------- | --------------- | --------------- | --------------- | ----------------- | --------------- | --------------- | --------------- |
| 2024 | Rolex Rankings (Pro)             | 31                                         | 29                 | Order of Merit        | 13              | LET Money List  | 2               | Race to CME Globe | 39              | LPGA Money List | 30              |
| 2023 | Rolex Rankings (Pro)             | 112                                        | 108                | Race to Costa del Sol | 37              | LET Money List  | 9               | Race to CME Globe | 37              | LPGA Money List | 45              |
| 2022 | Rolex Rankings (Pro)             | 137                                        | 85                 | Race to Costa del Sol | 44              | LET Money List  | 26              | Race to CME Globe | 89              | LPGA Money List | 90              |
| 2021 | Rolex Rankings (Pro)             | 97                                         | 93                 | Race to Costa del Sol | 96              | LET Money List  | 45              | Race to CME Globe | 40              | LPGA Money List | 48              |
| 2020 | Rolex Rankings (Pro)             | 130                                        | 119                | Race to Costa del Sol | 31              | LET Money List  | 34              | Race to CME Globe | 153             | LPGA Money List | 134             |
| 2019 | Rolex Rankings (Pro)             | 132                                        | 132                | Order of Merit        | 1               | LET Money List  | 3               | —                 | —               | —               | —               |
| 2018 | World Amateur Golf Rankings (Am) | 10 (Divisor: 48.0000, Pts. Avg. 1314.2714) |                    | —                     | —               | —               | —               | —                 | —               | —               | —               |
| 2017 | World Amateur Golf Rankings (Am) | 74 (Divisor: 59.0000, Pts. Avg. 985.5179)  |                    | —                     | —               | —               | —               | —                 | —               | —               | —               |
| 2016 | World Amateur Golf Rankings (Am) | 112 (Divisor: 66.0000, Pts. Avg. 953.5854) |                    | —                     | —               | —               | —               | —                 | —               | —               | —               |
| 2015 | World Amateur Golf Rankings (Am) | 147 (Divisor: 29.0000, Pts. Avg. 960.3400) |                    | —                     | —               | —               | —               | —                 | —               | —               | —               |
| 2014 | World Amateur Golf Rankings (Am) | 831 (Divisor: 0.0000, Pts. Avg. 0.0000)    |                    | —                     | —               | —               | —               | —                 | —               | —               | —               |

Erläuterungen:
- Pro = Profi
- Am = Amateur

## Persönliches
Henseleit besuchte die Freie Waldorfschule Oldenburg; sie spielt neben Golf in ihrer Freizeit gern Tennis. Sie hat zwei Schwestern.